# Psammophis odysseus
Psammophis odysseus — викопний вид змій сучасного роду піщана змія (Psammophis) родини Lamprophiidae. Описаний у 2022 році. Існував у Південній Європі наприкінці міоцену, 5,5 млн років тому.

## Історія дослідження
Викопні рештки змії виявлені у муніципалітеті Салобренья у провінції Гранада на півдні Іспанії. Голотип зберігається в Музеї природничих наук у Мадриді. Його досліджували кілька вчених, які працювали над про'ктом для Інституту систематики та еволюції тварин Польської академії наук у Кракові.
Викопні рештки змії ретельно вивчені. Беручи до уваги вік, географічне розташування та склад фауни Салобреньї, припускається, що Psammophis odysseus швидше за все, поширився з північно-західної Африки до Іберії, скориставшись екологічними збуреннями під час Мессінської кризи засолення, але зрештою не зміг закріпитися в Європі і згодом вимер.